# Bordtennis Danmark
Bordtennis Danmark (BTDK) er bordtennisens officielle specialforbund i Danmark. Forbundet havde 2020 i alt 201 klubber med i alt 9.171 medlemmer.
Forbundet er medlem af de internationale forbund International Table Tennis Federation, European Table Tennis Union og Northeuropean Table Tennis Union. Desuden er BTDK optaget i Danmarks Idræts-Forbund.

## Historie
Som en sammenslutning af seks lokale bordtennisunioner blev Dansk BordTennis Union stiftet den 16. januar 1943. Dette var samme år som der første gang blev afholdt Danmarksmesterskaberne i bordtennis.
I 1946 blev unionen medlem af International Table Tennis Federation og året efter af Danmarks Idræts-Forbund.
Dansk BordTennis Union afholdte EM i bordtennis i 2005 ved et stævne i Aarhus. Der vandt Danmark EM-titlen for hold. I 2010 blev det offentliggjort at unionen igen skulle være arrangør for europamesterskaberne. EM i bordtennis 2012 foregik i oktober 2012 i Boxen i Herning.
Ved forbundets årsmøde i juni 2019 blev der vedtaget en større strukturændring for dansk bordtennis, og i den anledning ændredes navnet fra Dansk Bordtennis Union (DBTU) til Bordtennis Danmark (BTDK).

## Turneringer
Herrer:
- Bordtennisligaen Herrer
- 1. division
- 2. division øst
- 2. division vest
- 3. division øst
- 3. division vest

Damer:
- Bordtennisligaen Damer
- 1. division

Ungdom:
- Juniorligaen
- Drengeligaen, kreds 1
- Drengeligaen, kreds 2
- Pigeligaen, kreds 1
- Pigeligaen, kreds 2